# Deuxième livre de pièces de clavecin de Rameau
Pour les articles homonymes, voir Deuxième livre de pièces de clavecin.
Le Deuxième livre de pièces de clavecin de Jean-Philippe Rameau a pour titre exact : Pièces de clavecin avec une méthode pour la mécanique des doigts.
Le recueil est édité en 1724, alors que Rameau est déjà installé définitivement à Paris et rendu célèbre par son Traité de l'harmonie réduite à ses principes naturels publié en 1722.
Le recueil peut s'analyser en deux suites. En fait, seule la première partie respecte plus ou moins la structure traditionnelle avec l'apparition des « pièces de caractère » après les danses traditionnelles (allemande, courante, gigue, mais sans sarabande) ; la seconde, suivant l'exemple de François Couperin, ne comprend plus que des pièces de ce type. Un nombre assez important des pièces de ce livre adopte la forme du rondeau.
Plusieurs pièces seront transcrites plus tard dans le cadre d'œuvres lyriques : L'Entretien des Muses, la musette en rondeau et le « Tambourin » (dans les Fêtes d'Hébé), les Niais de Sologne (dans Dardanus), les Tendres Plaintes (dans Zoroastre).

## Suite enmimineur
1. Allemande
2. Courante
3. Gigue en Rondeau I
4. Gigue en Rondeau II
5. Le Rappel des Oiseaux
6. Rigaudon I - Rigaudon II et Double
7. Musette en rondeau. Tendrement
8. Tambourin
9. La Villageoise. Rondeau

## Suite enrémajeur
1. Les Tendres Plaintes. Rondeau
2. Les Niais de Sologne - Premier Double des Niais - Deuxième Double des Niais
3. Les Soupirs. Tendrement
4. La Joyeuse. Rondeau
5. La Follette. Rondeau
6. L'Entretien des Muses
7. Les Tourbillons. Rondeau
8. Les Cyclopes. Rondeau
9. Le Lardon. Menuet
10. La Boiteuse

## Discographie
- Pièces de clavecin, 1724, Christophe Rousset, clavecin Henri Hemsch de 1751 (1991, L'Oiseau-Lyre / Decca) (OCLC 660105639)